# بعقوبة (تونس)
بعقوبة مدينة تونسية تاريخية، تبعد حوالي 60 كيلومتر عن القيروان ، أشتهرت بمعركة بعقوبة بين المسلمين والروم.

## معالم المدينة
- مقام سيدي عبيد الغرياني
- مقام سيدي عمر عبادة
- بئر بروطة
- فسقيات الأغالبة
- جامع الأبواب الثلاثة
- المتحف الوطني للفنون الإسلامية برقادة
- سور المدينة: أبواب السور(باب الجلادين وهو الباب الرئيسي والأكثر حركية، باب تونس:ثاني أهم الأبواب، الباب الجديد:قبالة مسجد الزيتونة، باب الخوخة وهو الباب المؤدي إلى مسجد عقبة بن نافع، باب لِلاَ ريحانة وهو يؤدي إلى المسجد أيضا ويقع عند مقام سيدي السيوري...)
- الأسواق : سوق الربع حيث يباع سجاد القيروان الشهير (الزربية)، سوق البلاغجية حيث تصنع وتباع الاحذية والسروج، سوق الجرابة حيث تنسج وتباع الاقمشة والاغطية ولوازم صناعة السجاد، سوق العطارين حيث تباع العطرات والبخور ولوازم الأعراس، سوق النحاسين حيث تصنع وتباع آواني النحاس، سوق الخضراوين...

## التوأمة
- قرطبة، إسبانيا.
- فاس، المغرب منذ 2010.

## انظر
- مدينة بعقوبة مركز محافظة ديالى في العراق .

## صور

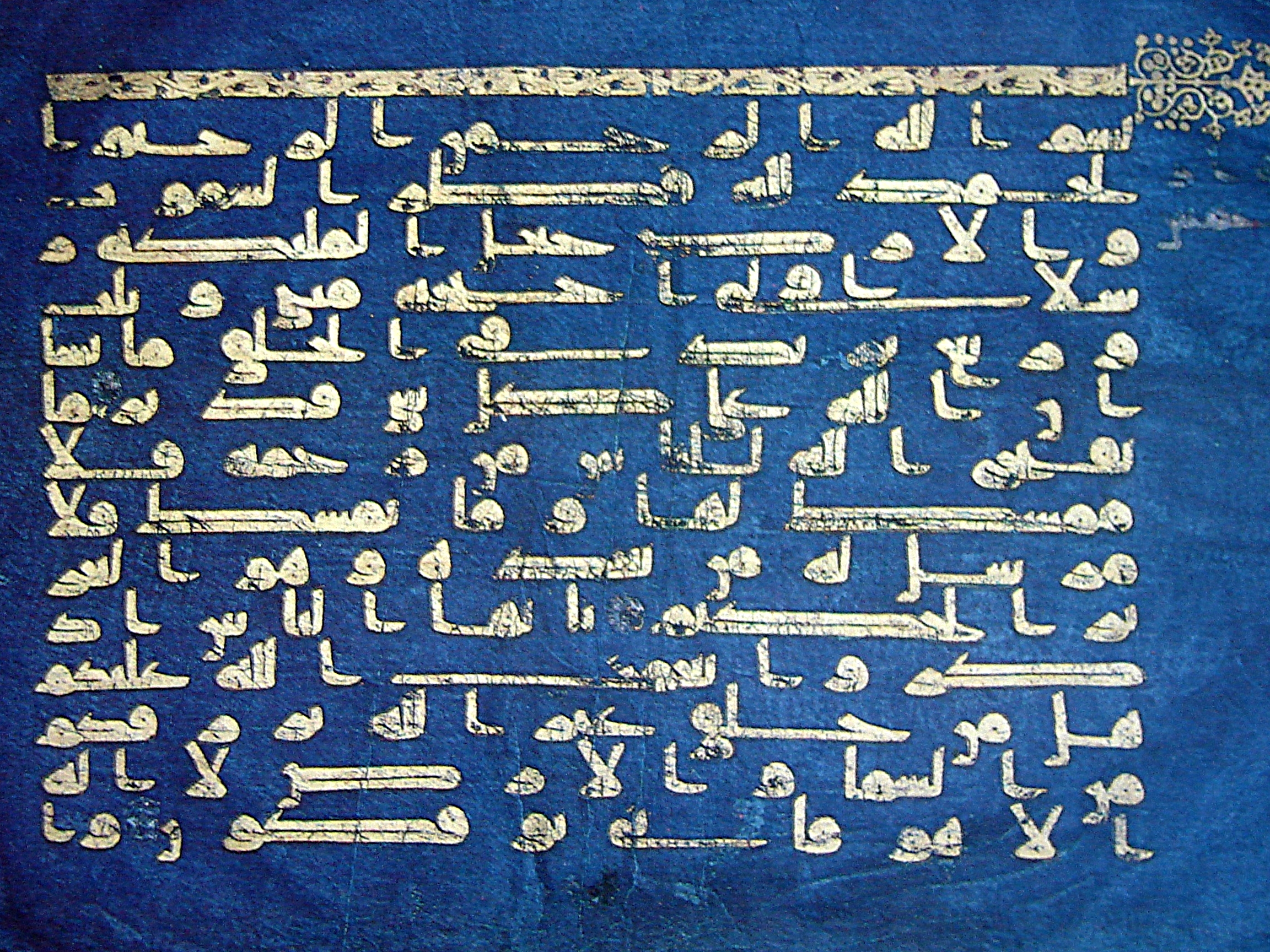
صفحة من القرآن الأزرق
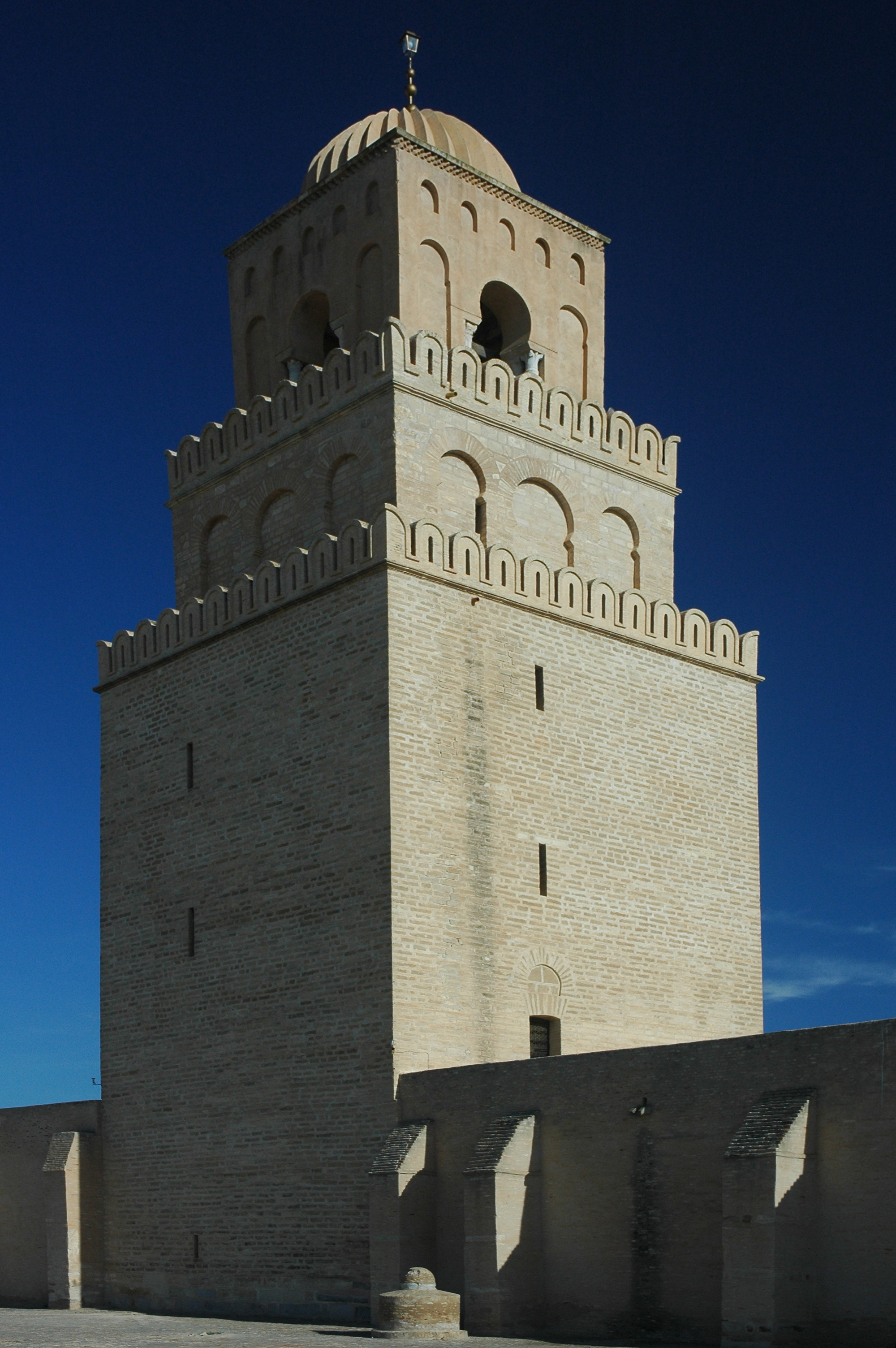
صومعة جامع عقبة ابن نافع
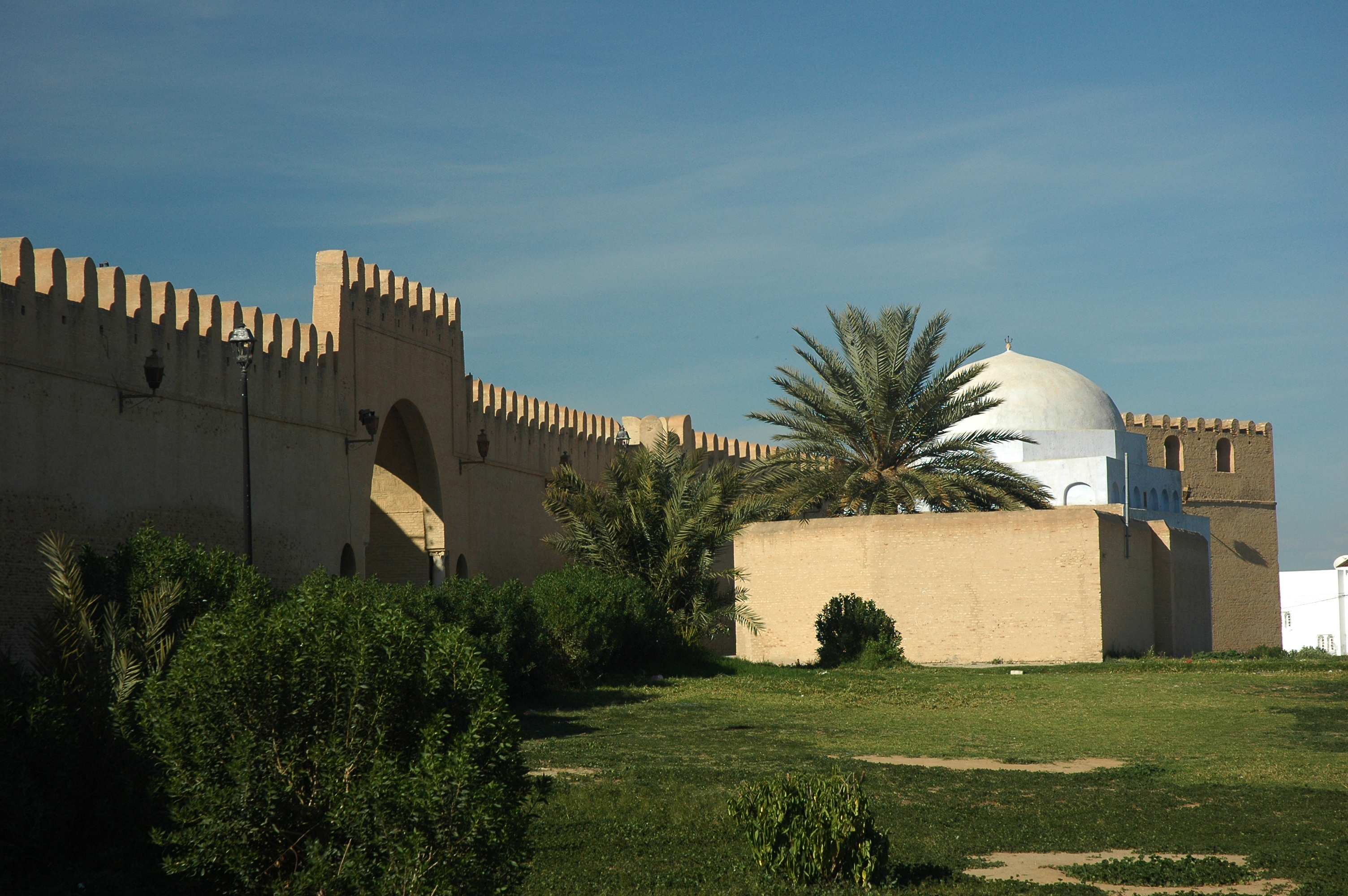
سور مدينة القيروان
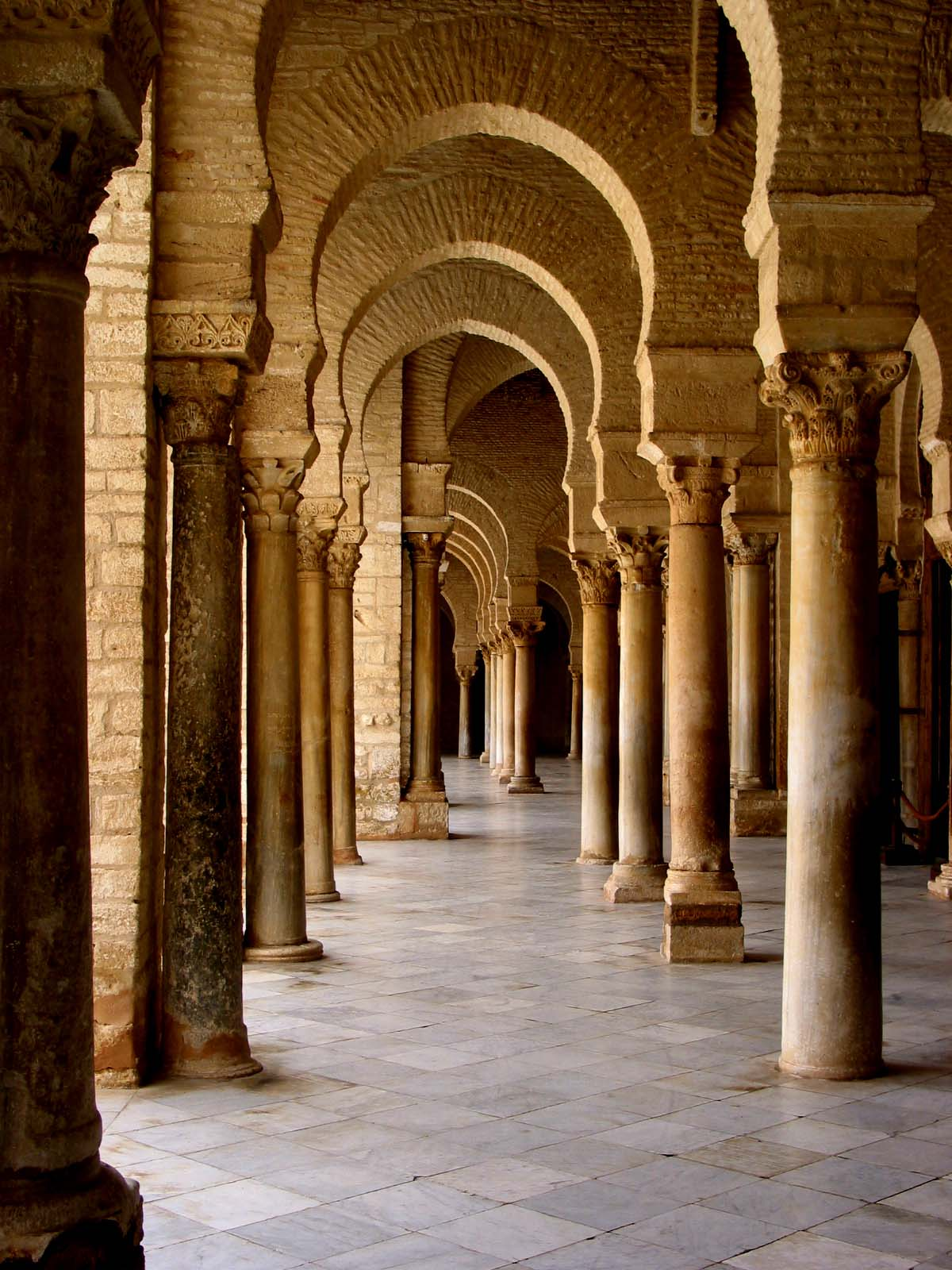
جامع عقبة من الداخل
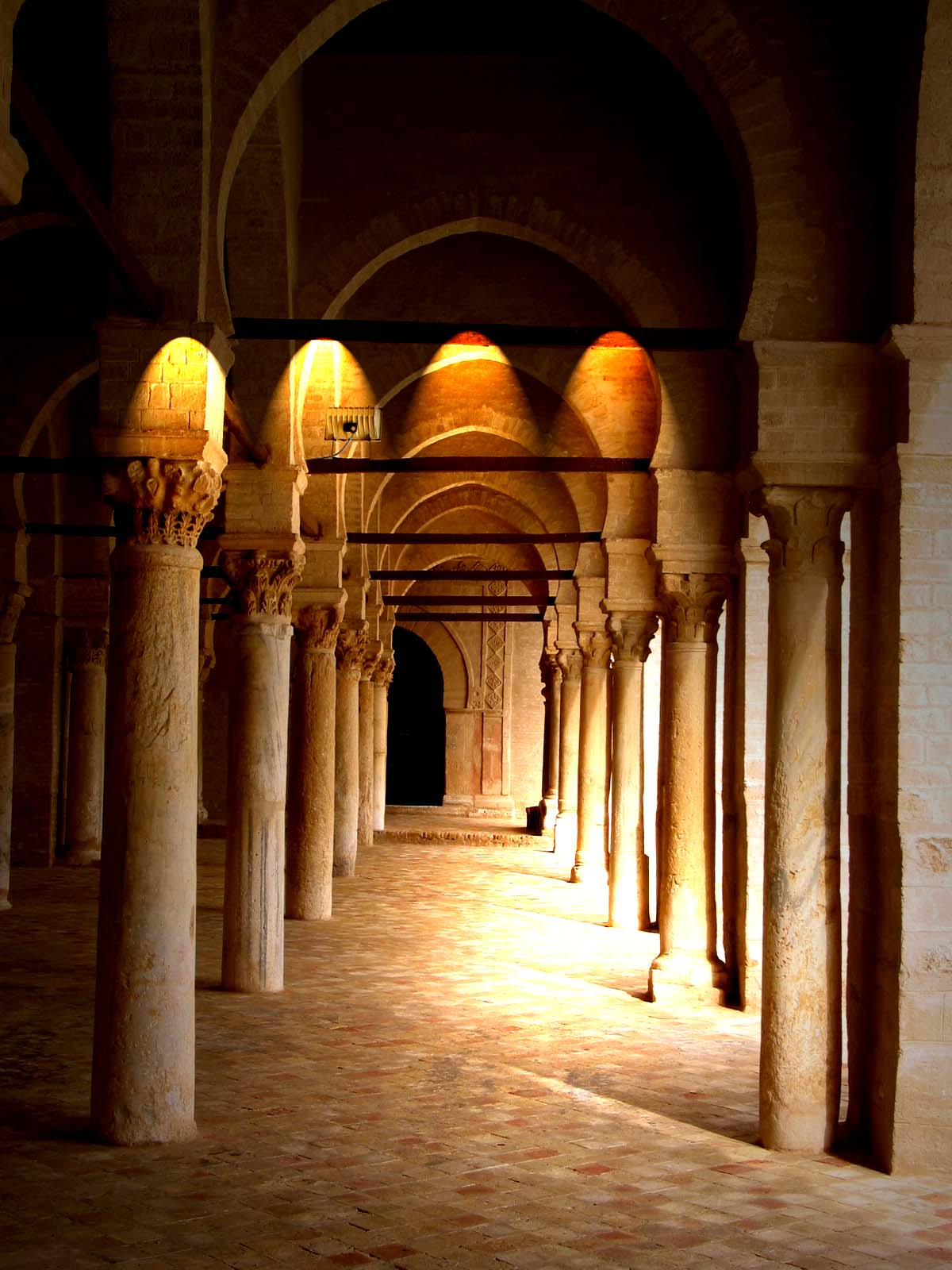
جامع عقبة من الداخل
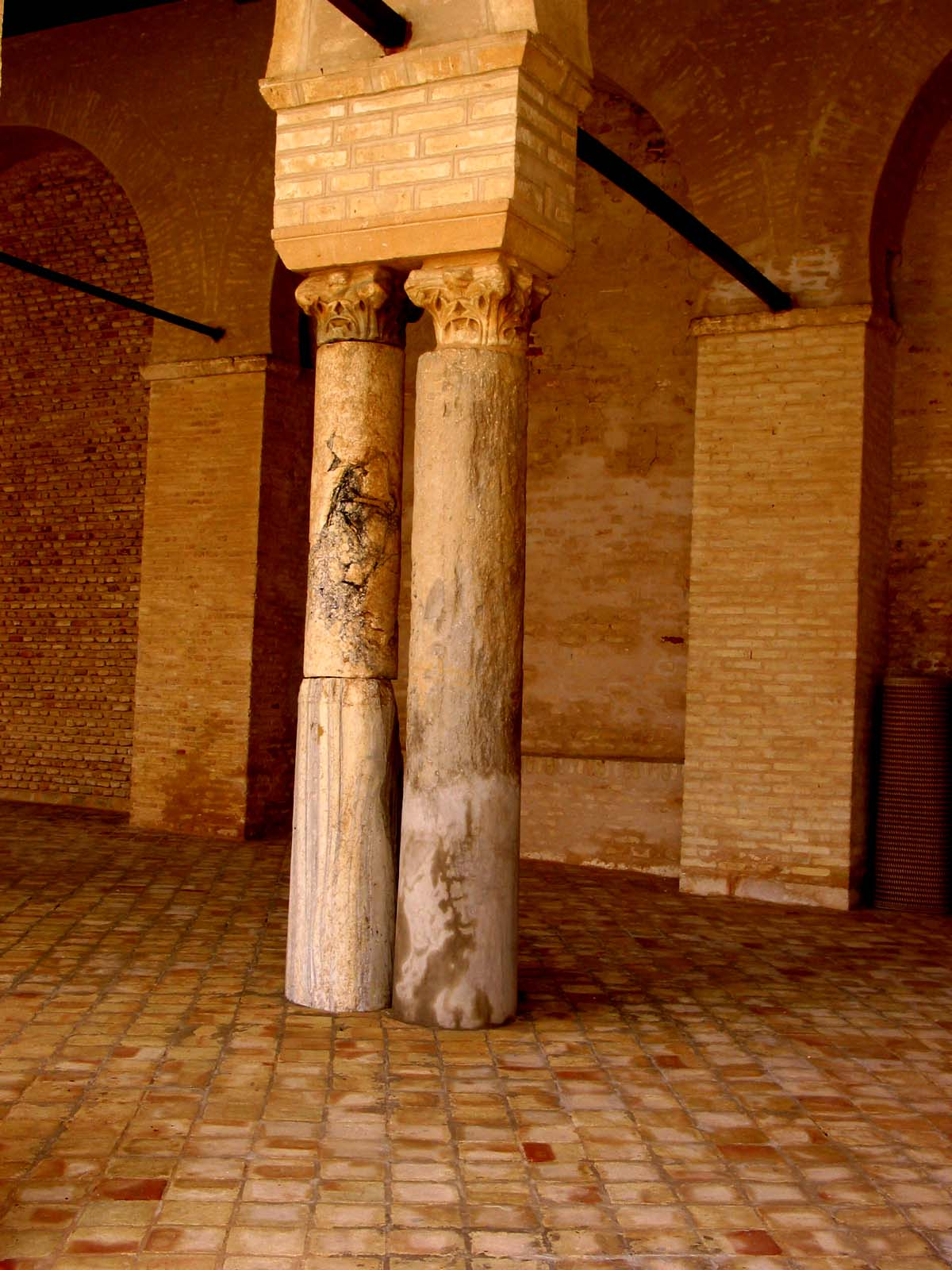
جامع عقبة من الداخل
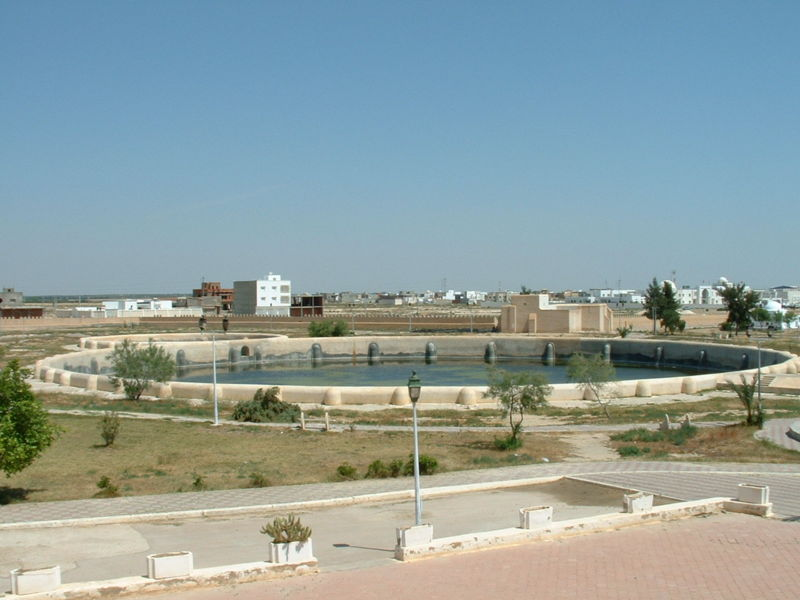
فسقية الأغالبة

## وصلات خارجية
- الموقع الرسمي نسخة محفوظة 10 سبتمبر 2023 على موقع واي باك مشين.
- بوابة القيروان
- قائمة الحكام بالقيروان